# Diamanter betalas högt
Diamanter betalas högt (rysk originaltitel: Неотправленное письмо, Neotpravlennoje pismo) är en sovjetisk dramafilm från 1960 i regi av Michail Kalatozov, om en olycksdrabbad geologisk expedition på jakt efter diamanter i Sibirien.

## Rollista i urval
- Innokentij Smoktunovskij – Konstantin Fjodorovitj Sabinin
- Tatjana Samojlova – Tanja
- Vasilij Livanov – Andrej
- Jevgenij Urbanskij – Sergej Stepanovitj
- Galina Kozjakina – Vera